# Walter Kreienberg
Walter Kreienberg (* 22. Oktober 1911 in Kaiserslautern; † 8. Dezember 1994 ebenda) war ein deutscher Physiologe und ärztlicher Standespolitiker.

## Leben
Kreienberg studierte an der Julius-Maximilians-Universität Würzburg und der Friedrich-Alexander-Universität Vorklinik. 1932 wurde er im Corps Rhenania Erlangen aktiv. Als Inaktiver wechselte er an die Universität Hamburg und die  Medizinische Akademie Düsseldorf. Er machte 1936 das Staatsexamen und promovierte zum Dr. med. Kreienberg war seit 1933 in der SA, am 20. Dezember 1937 beantragte er die Aufnahme in die NSDAP und wurde rückwirkend zum 1. Mai desselben Jahres aufgenommen (Mitgliedsnummer 5.756.900). Ab 1940 war er im Hauptamt für Volksgesundheit tätig. An der  Schlesischen Friedrich-Wilhelms-Universität habilitierte er sich 1942/43 für Physiologie. Er erhielt die Venia legendi und lehrte ab 1943 als Privatdozent. 1948  wurde er  a.o. Professor für Physiologie an der Johannes Gutenberg-Universität Mainz. Von 1959 bis 1986 war er Präsident der Landesärztekammer Rheinland-Pfalz. Er wurde in die Vorstände der Bundesärztekammer und der Arzneimittelkommission gewählt und war Vorsitzender des Ausschusses Verkehrs- und Notfallmedizin. Er befasste sich mit der Persönlichkeitsbildung des deutschen Studenten (1964) und der Bedeutung der pharmazeutischen Forschung für die ärztliche Berufsausbildung (1973). Kreienberg hatte eine Tochter und einen Sohn, den Gynäkologen Rolf Kreienberg.

## Ehrungen
- Ehrenpräsident der Landesärztekammer Rheinland-Pfalz
- Verdienstorden der Bundesrepublik Deutschland, Bundesverdienstkreuz 1. Klasse (1971)
- Paracelsus-Medaille (1987)
- Großes Bundesverdienstkreuz (1976) mit Stern (1984) und Schulterband (1994)
- Walter-Kreienberg-Medaille der rheinland-pfälzischen Akademie für ärztliche Fortbildung